# باشگاه فوتبال سنت جانستون
باشگاه فوتبال سنت جانستون (انگلیسی: St Johnstone F.C.) یک باشگاه فوتبال در شهر پرت، اسکاتلند است.
این باشگاه که در سال ۱۸۸۴ تاسیس شده سابقه یک قهرمانی در جام حذفی فوتبال اسکاتلند را در کارنامه دارد.